# آرتور بیرچ
آرتور بیرچ (انگلیسی: Arthur Birch؛ ۳ اوت ۱۹۱۵ – ۸ دسامبر ۱۹۹۵) یک دانشمند در زمینه شیمی آلی اهل استرالیا بود.
وی همچنین برندهٔ جوایزی همچون نشان استرالیا شده است.